# Spartok I.
Spartok I. (grško Σπάρτοκος, latinizirano: Spartokos) je bil ustanovitelj in prvi vladar dinastije Spartokidov, ki je vladala v Bosporskem kraljestvu. Na oblast je prišel okoli leta 438 pr. n. št. in vladal do leta 432 pr. n. št., * okoli 500 pr. n. št., † 432 pr. n. št.

## Življenje in vladanje
O Spartokovem zgodnjem življenju je znanega malo ali skoraj nič. Morda je bil član vladarske Odriške dinastije, ki je vladala v Trakiji, in bil zato morda Tračan, vendar je to sporno. Okoli leta 438 pr. n. št. je mirno ali s silo prevzel oblast Arheanaktidov, pri čemer je imel verjetno zaslombo ali nadzor nad bosporsko vojsko. Sklenil je trgovinske sporazume z Atenami, vendar ne tako obsežne kot njegov vnuk Levkon. V govoru pred atenskim občinstvom v letih 395–390 pr. n. št. naj bi imel Atence za "najpomembnejše Grke" in je zato najprej  njim priskrbel svoje žito. V bosporskih širitvenih vojnah, nizu vojn in spopadov, ki so razširili kraljestvo njegove dinastije, je imel majhno, a opazno vlogo. 

## Nasledstvo
Spartoka I. sta nasledila njegova sinova Selevk in Satir I., ki sta vladala skupaj. Satir je nadaljeval očetovo agresivno politiko širitve kraljestva, Spartokov vnuk Levkon I. pa je ustvaril  močno kraljestvo v Kimerskem Bosporju. Dinastija Spartokidov je vladala približno 300 let. Ime Spartok je imelo  vsaj pet njegovih potomcev. 